# Téléphérique de Coblence
Le téléphérique de Coblence est une remontée mécanique de type téléphérique 3S situé à Coblence en Rhénanie-Palatinat en Allemagne Le téléphérique permet de relier le centre ville à la Forteresse d'Ehrenbreitstein en survolant le Rhin. Il fut inauguré en 2010 dans le cadre de l’exposition florale.

## Caractéristiques
Le téléphérique de Coblence est un téléphérique 3S, il s'agit d'un téléphérique débrayable constitué de deux câbles porteurs et d'un câble tracteur. La remontée possède 18 cabines d'une capacité de 35 personnes chacune réparties le long de la ligne.
La ligne du téléphérique n'est longue que de 949 mètres (ce qui en fait le téléphérique 3S le plus court au monde), possède une dénivelé de 114 mètres et présente deux pylônes.
La gare aval "Deutsches Eck" est située à Coblence sur la rive droite du Rhin, à proximité de la basilique Saint-Castor et de la confluence avec la Moselle. Cette gare abrite la partie motrice de l'installation.
La gare amont est située juste à côté du front nord de la forteresse d'Ehrenbreitstein d'où les passagers peuvent facilement y accéder.

## Historique
La Forteresse d'Ehrenbreitstein était autrefois accessible par la route ou par un petit télésiège 1 place construit en 1959, la gare aval de ce dernier était située sur la rive gauche du Rhin. Ce télésiège fut démonté en 2009 lorsque la municipalité opta pour la construction d'une nouvelle remontée mécanique, plus accessible, plus rapide et plus performante. De plus, cette nouvelle remontée allait servir d'attraction pour  l’exposition florale de 2011. La technologie du téléphérique 3S fut adoptée puisque ce type de remontée présente les avantages d'avoir un débit très élevé pour le transport des passagers ainsi qu'une grande résistance au vent. Les travaux furent confiés à la société autrichienne Doppelmayr.
Le chantier du téléphérique débuta le 15 avril 2009, la gare aval, la gare amont et les pylônes furent terminés la fin de cette même année. Le câble puis les cabines furent installés au début de l'année 2010. Le chantier se termina en juin puis le téléphérique est inauguré le 2 juillet 2010 et ouvert au public deux jours plus tard.